# Macaranga lamellata
Macaranga lamellata är en törelväxtart som beskrevs av Timothy Charles Whitmore. Macaranga lamellata ingår i släktet Macaranga och familjen törelväxter. Inga underarter finns listade i Catalogue of Life.